# Cessna 162 Skycatcher
Cessna 162 Skycatcher − американский лёгкий самолет компании «Cessna».

## История

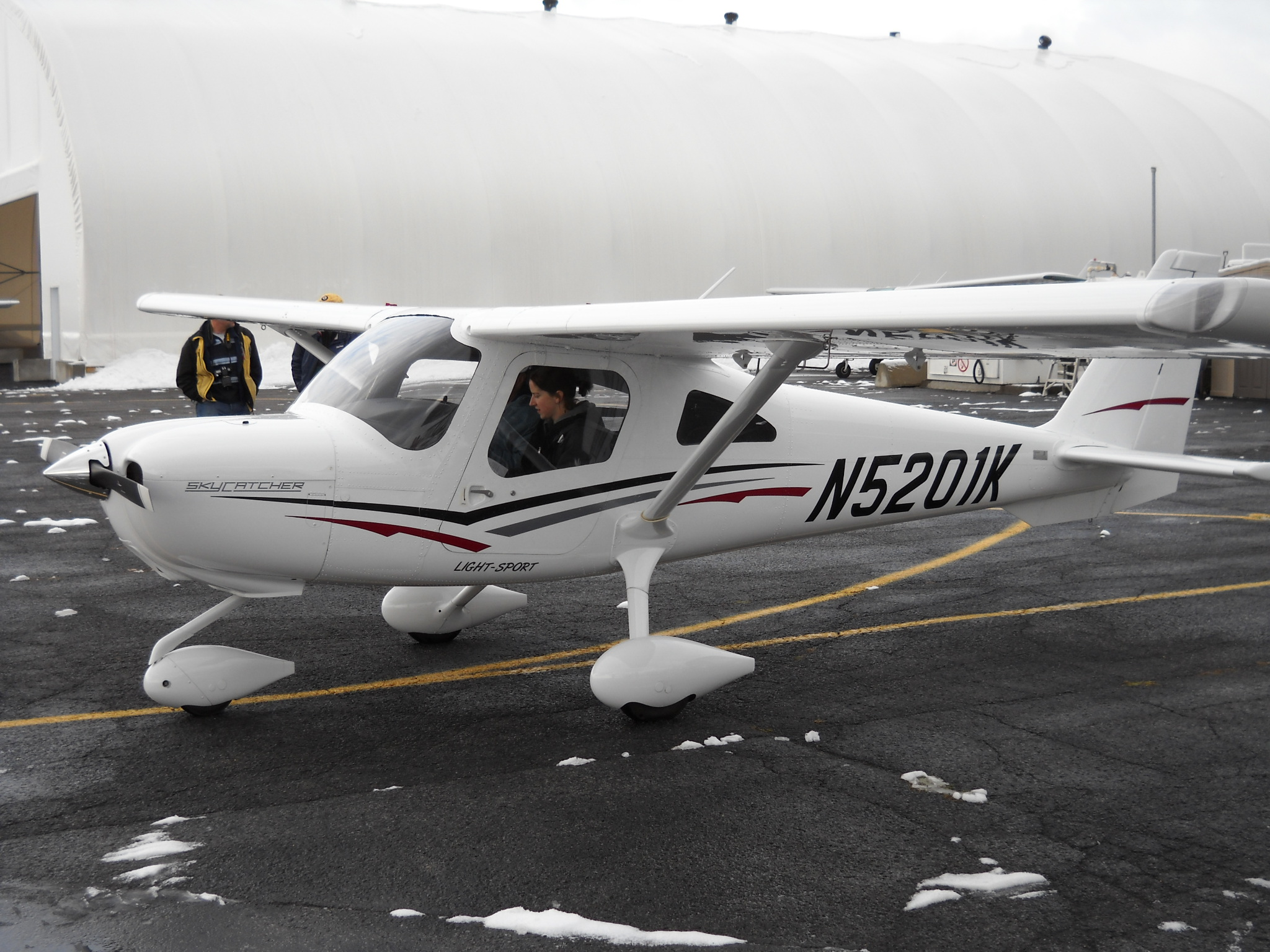
Cessna 162 Skycatcher

Разработка началась в 2006 году. Первый полёт прототип совершил 8 марта 2008 года. Производство началось в декабре 2009 года и было завершено в декабре 2013 года. Всего было выпущено 275 самолетов Cessna 162 Skycatcher.
По состоянию на июнь 2018 года в реестре Федерального управления гражданской авиации США оставался 191 самолет Skycatcher.
Самолет предназначен для подготовки пилотов и для частного использования.

## Конструкция

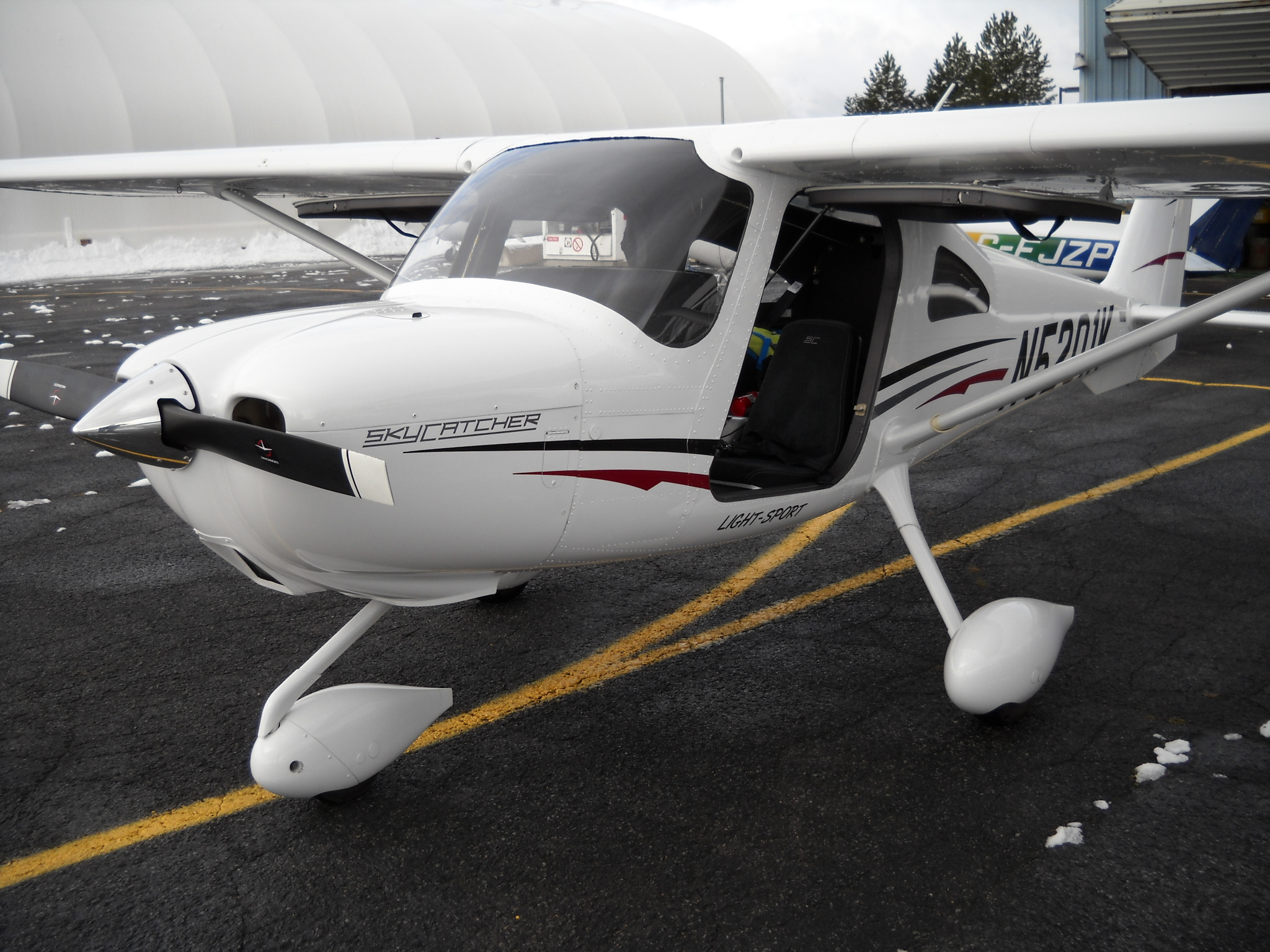
Cessna 162 Skycatcher номер десять.

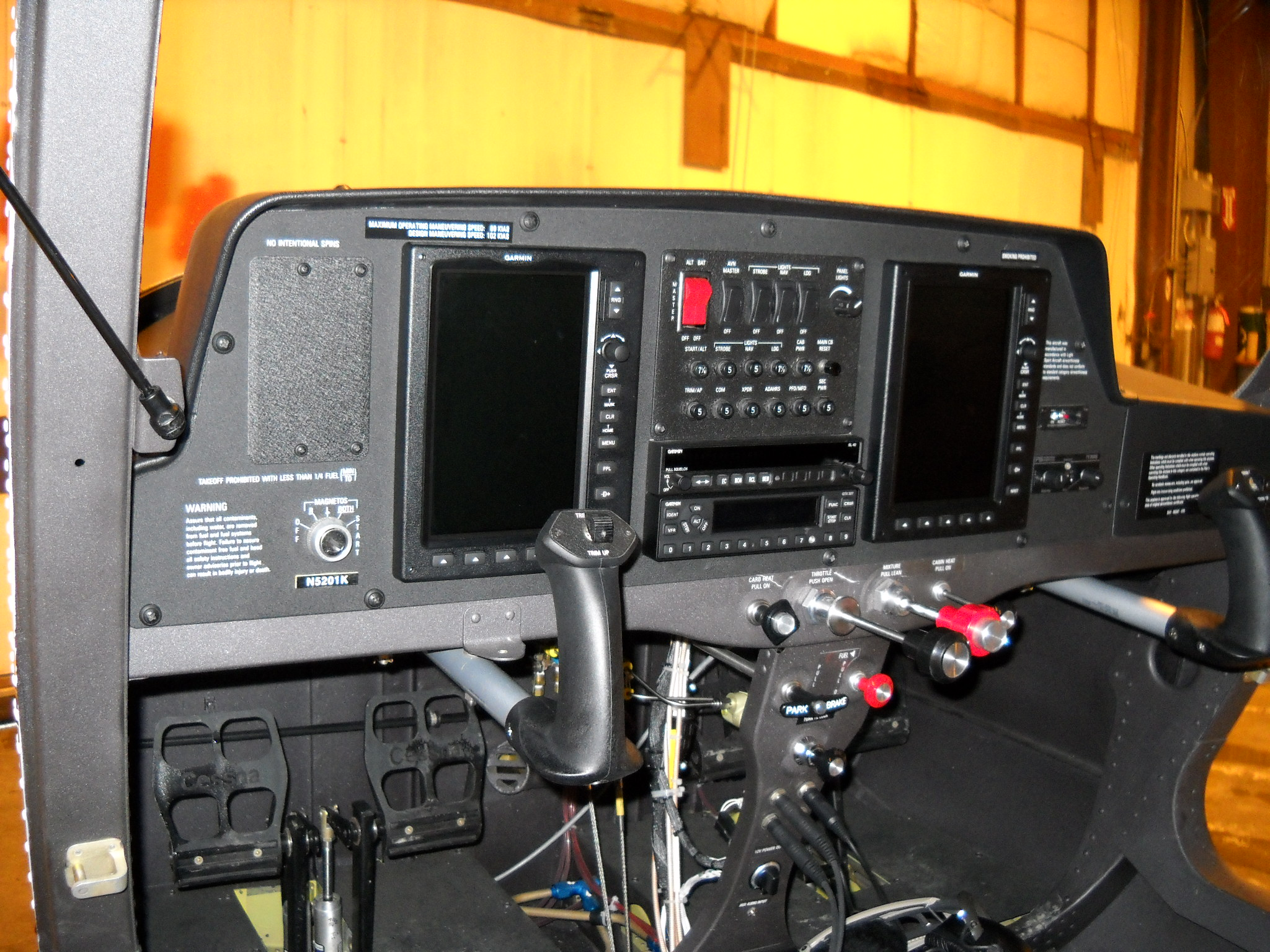
Cessna 162 Skycatcher Панель приборов. Этот самолет является заводским демонстратором и оснащен вторым дополнительным дисплеем EFIS.

Конструкция самолета-высокоплана Cessna 162 значительно изменилась по сравнению с первым прототипом, включая положение крыла и конфигурацию оперения. Двери отличаются от предыдущих двухместных моделей Cessna тем, что открываются вверх. Штурвальные колонки размещены под приборной панелью для экономии места.
Фюзеляж в основном алюминиевый с капотом из стеклопластика. Самолет оснащался двигателем Continental O-200-D, мощностью 100 л. с. Имеет двухлопастной композитный винт фиксированного шага.
Серийные самолеты поставлялись с установленной системой авионики Garmin G300 EFIS, а также радиостанцией связи Garmin SL40.

## Технические характеристики
Данные Flying и Cessna.com

### Общие характеристики
- Экипаж: один
- Вместимость: один пассажир
- Длина: 6,9 м
- Размах крыла: 9,1 м
- Высота: 2,60 м
- Пустой вес: 376 кг
- Полная масса: 599 кг
- Силовая установка: 1 × Continental O-200 D с воздушным охлаждением, четырехцилиндровый , 100 л. с. (75 кВт)

### Лётные характеристики
- Максимальная скорость: 219 км/ч
- Крейсерская скорость: 207 км/ч
- Дальность: 870 км
- Практический потолок: 4700 м[3]